# Zabdicene
Zabdicene o Zabdikene o regió de Finik fou un territori a la frontera sud d'Armènia al sud-oest de la Corduena centrada en la ciutat de Finik (Phinik) i amb les ciutats de Bzabde i Sappa, totes a la vall del riu Salnoi Djur a prop de la confluència amb el Tigris. Tenia al sud la Rehimene, a l'oest la Migdònia, i al nord i est la Corduena. Els habitants de la regió serien els sodi de Plini.
Formava part de la Marca Aràbiga i va seguir les vicissituds d'aquesta. La dinastia de prínceps de Zabdicene (la Rehimene es creu que n'era una dependència) va regir el país generalment sota sobirania armènia. El 387, en la partició d'Armènia, va passar a Pèrsia. Els prínceps haurien participat en la revolta nacional armènia del 451 i foren eliminats pels perses com a càstig. Van desaparèixer de la història alhora que les cases d'Arzanene i de Corduena i no s'esmenten més després del 451.